# Hiszton-deacetiláz
A hiszton-deacetiláz (HDAC) egy olyan enzim, mely a hisztonok ε-N-acetil lizinjének acetil-csoportját távolítja el. A deacetiláció pozitív elektromos töltést okoz, ez pedig a hiszton DNS-hez való affinitását növeli. Mindez általában lecsökkenti a DNS transzkripció mértékét azáltal, hogy nem teszi lehetővé a transzkripciós faktorok kötődését.
A HDAC inhibitorokat számos kutatásban vizsgálják, mint lehetséges rák elleni kezelés eszközeit, mivel a HDAC részt vesz abban a folyamatban, melynek során a retinoblastoma fehérje (pRB) gátolja a sejt proliferációt. A pRB fehérje egy komplex része, mely köti a HDAC-t a kromatinhoz, így az deacetilálni fogja a hisztonokat.